# Primeira-família

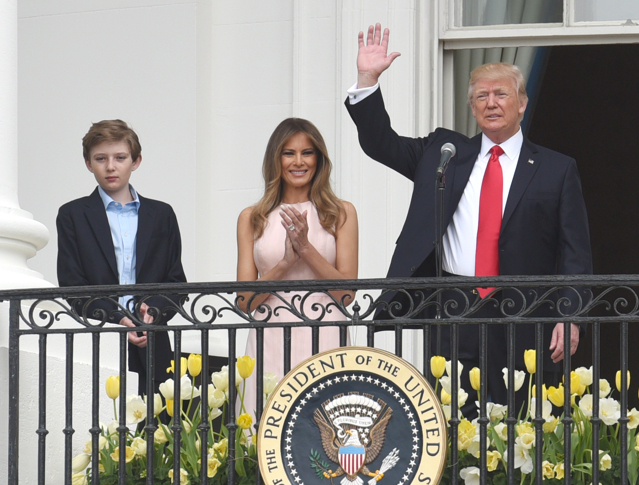
Membros diretos da primeira-família norte-americana: a Família Trump.

Primeira-família é um título não oficial para a família de um presidente de uma república. A primeira-família geralmente consiste de: o presidente, a primeira-dama e os filhos do casal.

## Termos relacionados
O termo segunda-família é muitas vezes usado para se referir a família um vice-presidente, ou, em alguns países, de um primeiro-ministro. O cônjuge é chamado de segunda-dama ou segundo-cavalheiro.

## Na cultura popular
O uso do termo primeira-família para se referir à família do presidente dos Estados Unidos só entrou em uso generalizado durante a administração do presidente John F. Kennedy.